# Кукушкинское сельское поселение
Кукушкинское се́льское поселе́ние (укр. Кукушкінське сільське поселення, крымскотат. Кукушкино кой юрту, Къараба Кокюш кой юрту) — муниципальное образование в составе Раздольненского района Республики Крым России.

## География
Поселение расположено в северной части района, в степном Крыму, выходя на севере к берегу Каркинитского залива Чёрного моря. Граничит на востоке с Чернышёвским, Раздольненским и Ковыльновским, на юге с Серебрянским и на западе со Славянским сельскими поселениями (согласно административному делению Украины — с соответствующими сельсоветами).
Площадь поселения 65,25 км².
Основная транспортная магистраль: автодорога 35К-012 Черноморское — Воинка (по украинской классификации — Т-0107).

## Население
| 2001  | 2014  | 2015  | 2016  | 2017  | 2018  | 2019  |
| ----- | ----- | ----- | ----- | ----- | ----- | ----- |
| 1787  | ↘1542 | ↗1545 | ↘1541 | ↘1518 | ↘1483 | ↘1472 |
| 2020  | 2021  |       |       |       |       |       |
| ↘1458 | ↘1259 |       |       |       |       |       |

## Состав сельского поселения
Поселение включает 2 населённых пункта:
| № | Населённый пункт | Тип населённого пункта | Население на 2014 год |
| - | ---------------- | ---------------------- | --------------------- |
| 1 | Кукушкино        | село, центр            | ↘1006                 |
| 2 | Огни             | село                   | ↘536                  |

## История
8 февраля 1988 года в Крымской области УССР в СССР был создан Кукушкинский сельский совет путём выделения сёл из состава Серебрянского сельсовета. По Всеукраинской переписи 2001 года население совета составило 1787 человек. С 12 февраля 1991 года сельсовет в восстановленной Крымской АССР, 26 февраля 1992 года переименованной в Автономную Республику Крым. С 21 марта 2014 года в составе Крыма аннексировано Россией. Законом «Об установлении границ муниципальных образований и статусе муниципальных образований в Республике Крым» от 4 июня 2014 года территория административной единицы была объявлена муниципальным образованием со статусом сельского поселения.